# Sheldon Whitehouse
Sheldon Whitehouse (født 20. oktober 1955 i New York City, New York) er en demokratisk senator fra Rhode Island i det amerikanske senat. Han tjener sammen med den ligeledes demokratiske Jack Reed.